# Tapis (Indonésie)
Pour les articles homonymes, voir Tapis (homonymie).

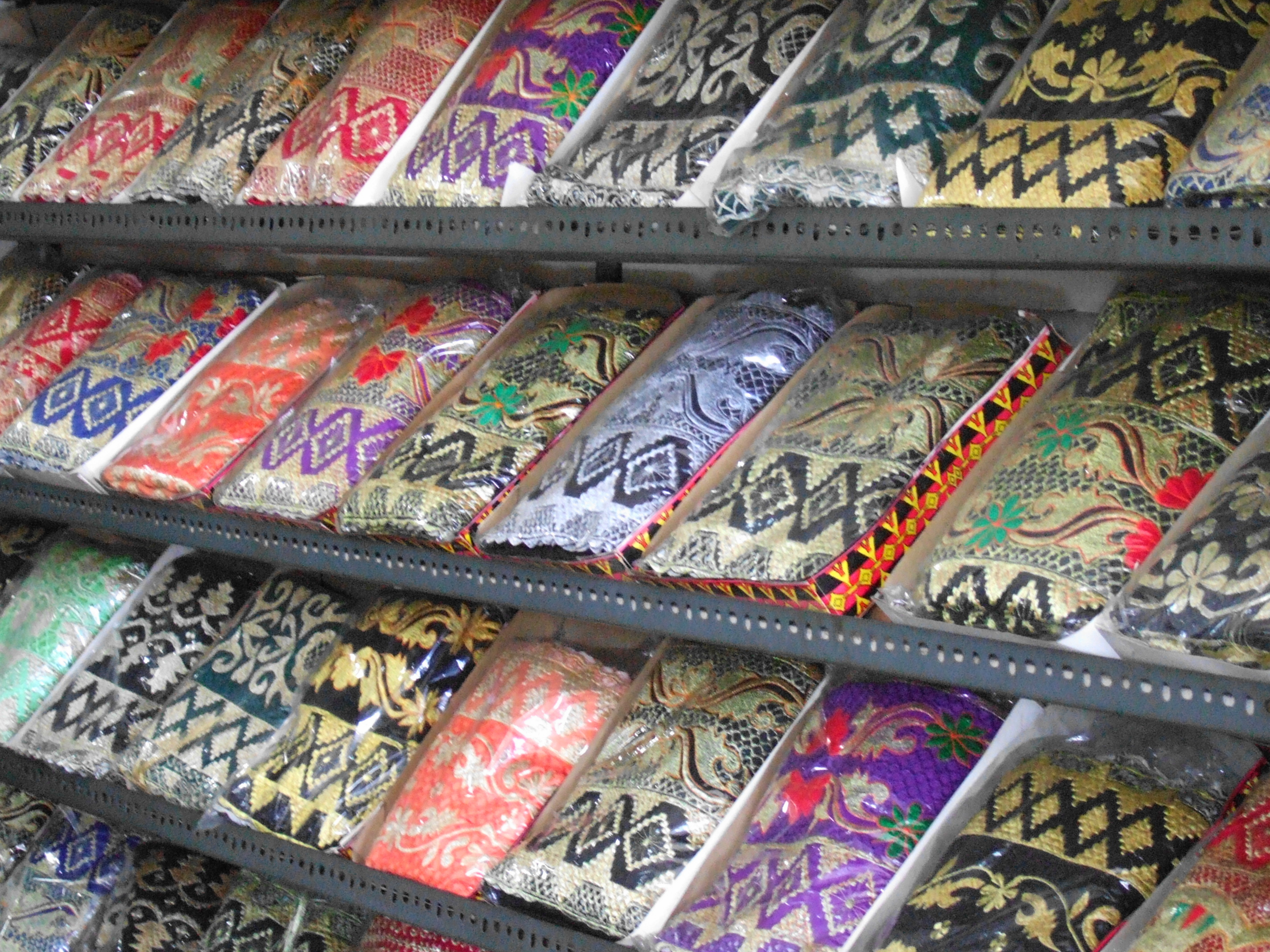
Vente de tapis (2008)

En Indonésie, le tapis (prononcer « tapisse » ; de l'indonésien kain tapis) est un tissu traditionnel de la région de Lampung dans le sud de l'île de Sumatra. Dans son tissage est incorporé un fil d'or.
Pour les Lampung, un tapis reflète le statut de son propriétaire. Traditionnellement à Lampung, comme ailleurs en Indonésie, un tissu était utilisé dans le cadre de cérémonies, notamment religieuses comme les mariages et les circoncisions. Le type de cérémonie déterminait le tapis à porter.
Ainsi, pour les mariages et la cérémonie appelée Cakak Pepadun, seuls pouvaient être portés les tapis suivants : Jung Sarat, Raja Medal, Raja Tunggal, Dewasano, Limar Sekebar, Ratu Tulang Bawang et Cucuk Semako.
Pour la cérémonie appelée Cangget, dans laquelle on exécutait une danse en l'honneur d'un hôte de marque, les motifs devaient être les suivants : Bintang Perak, Tapis Balak, Pucuk Rebung, Lawek Linau or Kibang.
Les femmes âgées portaient généralement un tapis Agheng, Cucuk Pinggir ou Tapis Kaca.

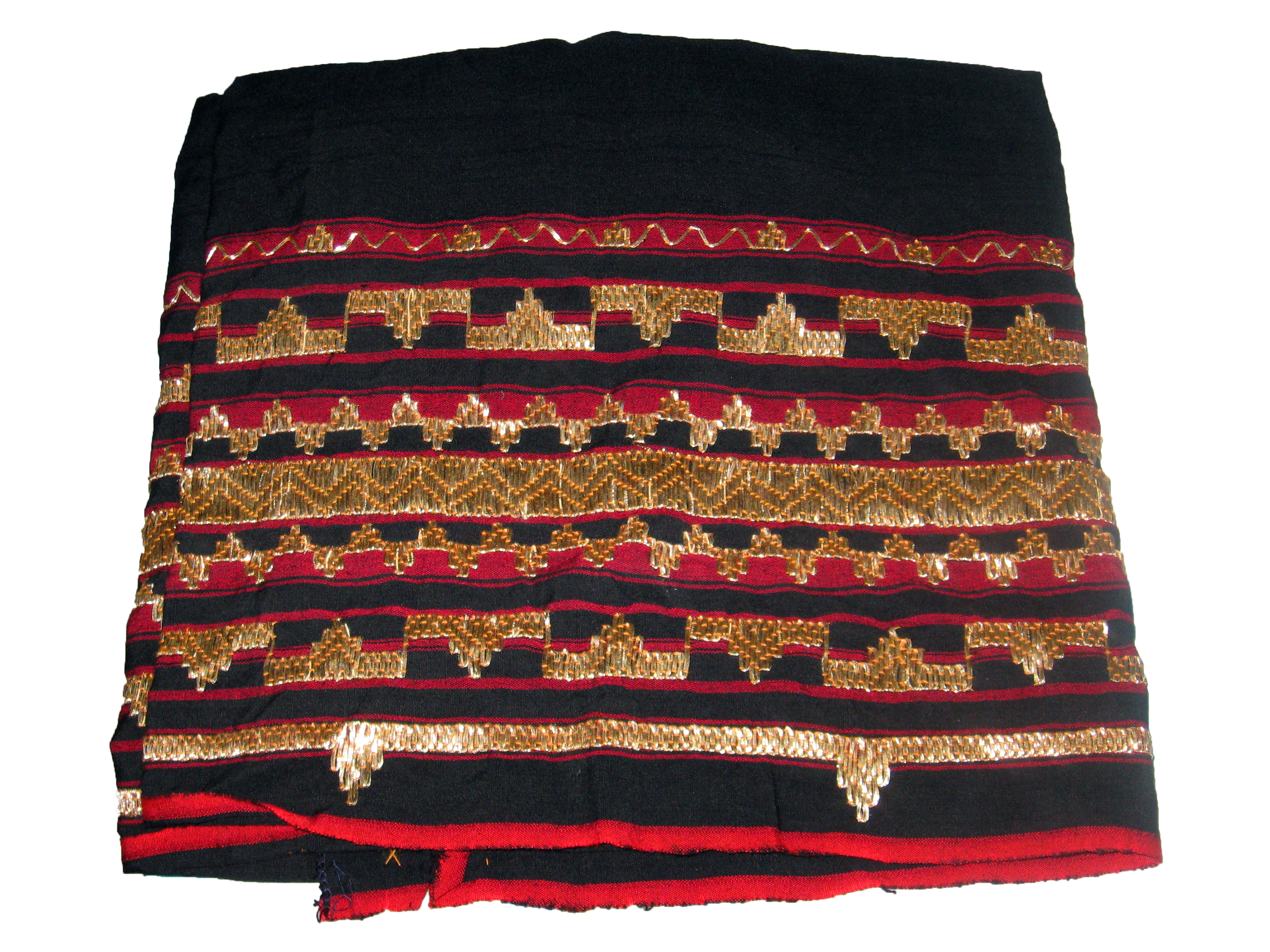
Un tapis rouge et noir

La classe sociale déterminait également le tapis à porter. Le Raja Medal, par exemple, ne pouvait être porté que par les classes supérieures, membres des familles princières.
Si un tapis était indûment porté, le porteur était puni. La punition consistait en une admonestation par la communauté. Par exemple, celui qui portait illicitement un tapis Medal lors d'une cérémonie se le voyait enlever en public.
Aujourd'hui, les gens du commun peuvent porter des tapis.

## Source
- http://indonesiacultural.blogspot.com